# Pelecocera
Pelecocera is een vliegengeslacht uit de familie van de zweefvliegen (Syrphidae).

## Soorten
- P. latifrons Loew, 1856
- P. lugubris Perris, 1839
- P. pergandei (Williston, 1884)
- P. tricincta

Bijlsprietje Meigen, 1822